# Арабатук
Арабату́к (рос. Арабатук) — село у складі Забайкальського району Забайкальського краю, Росія. Входить до складу Красновеликанського сільського поселення.
Поблизу села знаходиться покинутий аеродром Арабатук.

## Населення
Населення — 145 осіб (2010; 166 у 2002).
Національний склад (станом на 2002 рік):
- росіяни — 94 %